# Sonny & Cher
Sonny & Cher foi uma dupla norte americana formada pelo então casal Sonny Bono e Cher.
A parceria desta dupla não se limitava apenas à música. Casados oficialmente desde 1964, Sonny & Cher formaram uma das duplas pop mais famosas da década de 60. A canção "I Got You Babe", primeiro de uma série de hits da dupla, chegava ao topo das paradas de sucesso inglesas e americanas em 1965, se transformando no principal single da dupla.
Em 1974, o casal se separa, e encerra também a dupla. Porém, ao contrário do que era esperado, os dois se tornam grandes amigos, e chegam a fazer participações, um nas apresentações do outro.

## História
Cherilyn Sarkisian (Cher) conheceu Salvatore Bono (Sonny) em um café em Los Angeles em novembro de 1962, quando ela tinha dezesseis anos. Onze anos mais velho que ela, Bono estava trabalhando para o produtor musical Phil Spector no Gold Star Studios em Hollywood. Os dois se tornaram melhores amigos, eventuais amantes, e supostamente se casaram em 1964, mas Bono diz em sua autobiografia que não era um casamento oficial. Eles se casaram legalmente depois que seu único filho, Chaz, nasceu. Através de Bono, Cher começou como cantora de sessão e cantou em várias gravações clássicas de Spector, incluindo " Be My Baby" dos Ronettes, " You've Lost That Loving Feeling " dos The Righteous Brothers e " A Fine, Fine Boy " de Darlene Love . Na gravação de Darlene Love, o ouvinte pode ouvir claramente Cher e Sonny perto do microfone ( junto com com Love, que gravou seus próprios backing vocals).

### Carreira
Com Bono continuando a escrever, arranjar e produzir as músicas, a primeira encarnação do casal foi como a dupla "Caesar and Cleo". Eles lançaram alguns singles em 1964, incluindo "The Letter", com a Vault Records, e "The Letter", "Do You Wanna Dance" e "Love Is Strange", com a Reprise Records.

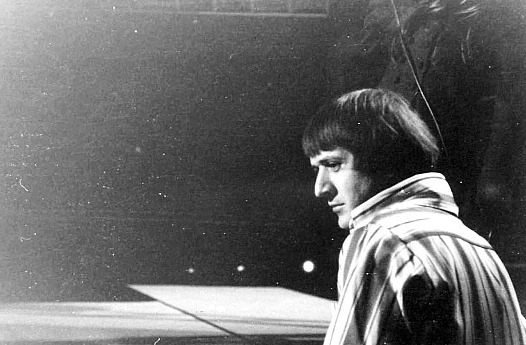
Sonny Bono.

Em setembro de 1964, eles lançaram "Baby Don't Go" sob o nome de Sonny & Cher, que se tornou seu primeiro sucesso regional. A música foi posteriormente incluída na compilação da Reprise de 1965 Baby Don't Go – Sonny & Cher and Friends , que também incluiu músicas de artistas como Bill Medley, The Lettermen e The Blendells.
A dupla lançou seu primeiro álbum Look at Us no verão de 1965. O álbum continha o single número um " I Got You Babe ".  Look at Us alcançou o número dois na parada da Billboard por oito semanas no final de 1965.
O casal apareceu em muitos dos principais programas de televisão da época, incluindo The Ed Sullivan Show, American Bandstand, Where The Action Is, Hollywood A Go-Go, Hollywood Palace, Hullabaloo, Beat Club, Shindig!, Vá firme pronto! e Top of the Pops.  Eles também apareceram como eles mesmos no filme Wild on the Beach, cantando "It's Gonna Rain". Em seu primeiro álbum, Bono também demonstrou seu interesse político muito antes de concorrer ao Congresso na letra da música "The Revolution Kind".

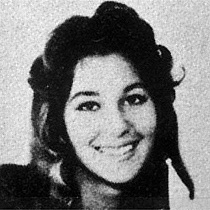
Cher na Adolescência

Durante o ano de 1965, cinco de suas canções estiveram no Top 20 da Billboard dos Estados Unidos, recorde passado apenas por Elvis Presley e atrás de artistas famosos como The Beatles , The Rolling Stones e outros. Lançamentos solo periódicos de Cher continuaram durante este período, incluindo grandes sucessos com " Bang Bang (My Baby Shot Me Down) ", e o tema de Burt Bacharach & Hal David de " Alfie " (como ouvido no filme Alfie , bem como como um único lançamento), ambos em 1966. Porque eles ficaram do lado dos jovens sendo assediados na Sunset Strip durante os tumultos do toque de recolher da Sunset Strip; eles foram removidos de sua prometida posição de honra no Desfile do Torneio das Rosas em janeiro de 1967.

### Problemas na carreira
Em 1967, Sonny e Cher lançaram seu terceiro álbum, In Case You're In Love . Ele alcançou o número 45 nas paradas dos EUA. Continha dois singles de sucesso, ambos escritos por Bono, " The Beat Goes On " ( nº  6 na Billboard Hot 100) e " Little Man " (nº 21 na Billboard Hot 100).
Em uma tentativa de capitalizar o sucesso inicial da dupla, Bono rapidamente organizou um projeto de filme para a dupla estrelar, mas o longa de 1967, Good Times  foi uma grande bomba, apesar dos esforços do diretor William Friedkin e co-estrela George . Sanders .  Depois que Good Times fracassou em 1968, a Columbia Pictures imediatamente vendeu os direitos do filme Speedway para a MGM. O casal foi substituído por Elvis Presley e Nancy Sinatra . Em 1969, outro filme Chastity, estrelado por Cher, escrito e produzido por Sonny, também foi uma bomba comercial.
A carreira de Sonny e Cher parou em 1968, quando as vendas de álbuns secaram rapidamente. Seu som pop suave e fácil de ouvir e sua vida livre de drogas tornaram-se impopulares em uma era cada vez mais consumida pelo rock psicodélico da paisagem em evolução da cultura pop americana durante o final dos anos 1960.
Bono decidiu seguir em frente, esculpindo uma nova carreira para a dupla nos resorts de Las Vegas, onde eles aguçaram sua personalidade pública com Cher como a cantora esperta e glamorosa, e Bono como o destinatário bem-humorado de seus insultos. Na realidade, Bono controlava todos os aspectos de seu ato, desde os arranjos musicais até a escrita das piadas. Embora o sucesso tenha demorado a chegar, sua sorte melhorou quando os caçadores de talentos da rede de TV assistiram a um programa, observando seu apelo potencial para uma série de variedades.
Sonny e Cher também deram as boas-vindas a seu primeiro filho, Chastity (em homenagem ao filme de Cher), nascido em 4 de março de 1969.

### Sucesso na TV e divórcio
Em 1970, Sonny e Cher estrelaram seu primeiro especial de televisão, The Nitty Gritty Hour, uma mistura de comédia pastelão , esquetes e música ao vivo. A aparição foi um sucesso de crítica, o que levou a vários pontos de convidados em outros programas de televisão. Eles também apareceram em The New Scooby-Doo Movies como estrelas convidadas.
Sonny e Cher chamaram a atenção do chefe de programação da CBS, Fred Silverman, enquanto apresentavam o The Merv Griffin Show, e Silverman ofereceu à dupla seu próprio programa de variedades. The Sonny and Cher Comedy Hour estreou em 1971 como uma série de substituição de verão. O show voltou ao horário nobre no final daquele ano e foi um sucesso imediato, alcançando rapidamente o Top 10. O show recebeu 15 indicações ao Emmy Award durante sua exibição, ganhando uma por direção, ao longo de suas quatro iniciais. Temporadas na CBS. A dupla também reviveu sua carreira de gravadora, lançando o álbum All I Ever Need Is You e alcançando mais dois hits no top 10: "All I Ever Need Is You " e " A Cowboy's Work Is Never Done " em 1972.
Os diálogos de Sonny e Cher foram modelados após as rotinas bem-sucedidas de Louis Prima e Keely Smith nas boates: o marido despreocupado esmagado por um comentário áspero da esposa sem graça. O show contou com uma empresa de ações de comediantes doidos, incluindo Teri Garr, Freeman King, Ted Ziegler, Billy Van e Murray Langston (mais tarde The Unknown Comic no The Gong Show ). Um esboço satirizando o programa de detetives da CBS Cannon e sua corpulenta estrela William Conrad fez tanto sucesso que Sonny e Cher encenaram vários acompanhamentos, com Tony Curtiscomo "Detetive Fat". Todos nesses esboços usavam "terninhos gordos" de cintura larga (semelhante a saias de argola), então o detetive Fat e seus clientes e seus suspeitos passavam a maior parte do tempo se esbarrando e saltando pela sala lotada.
Na terceira temporada do Sonny and Cher Comedy Hour (1974), o casamento de Sonny e Cher estava desmoronando; a dupla se separou no final daquele ano. O show implodiu, enquanto ainda estava no top 10. O que se seguiu foi um divórcio muito público (finalizado em 26 de junho de 1975  ). Cher ganhou um Globo de Ouro de Melhor Performance de uma Atriz em Série de Televisão - Musical ou Comédia por The Sonny and Cher Comedy Hour em 1974.
Bono lançou seu próprio show, The Sonny Comedy Revue , no outono de 1974,  mantendo a trupe de comediantes e escritores "Sonny and Cher". Cher também anunciou planos para estrelar uma nova série de variedades de sua autoria. Os críticos previram que Bono seria o grande vencedor com um veículo de comédia solo, e tinham pouca esperança para a vitrine mais musical de Cher. Depois de apenas seis semanas, no entanto, o show de Bono foi cancelado abruptamente.
O show de Cher estreou como um elaborado especial de televisão de estrelas em 16 de fevereiro de 1975, apresentando Flip Wilson , Bette Midler e o convidado especial Elton John, Cloris Leachman e Jack Albertson ganharam prêmios Emmy por suas aparições como estrelas convidadas algumas semanas depois,  e a série recebeu quatro indicações adicionais ao Emmy naquele ano. A primeira temporada classificada no Top 25 das classificações de final de ano.
Como resultado do divórcio, Sonny e Cher seguiram caminhos separados até que Cher compareceu à abertura de um dos restaurantes de Bono em uma espécie de reconciliação. O Sonny & Cher Show voltou em 1976, mesmo não estando mais casados (a dupla "reuniu-se" com um aperto de mão bem-humorado). Depois de lutar com baixas classificações até 1977, Sonny e Cher finalmente se separaram para sempre. Em 1976, a Mego Toys também lançou uma linha de brinquedos e bonecas , à semelhança de Sonny & Cher. O lançamento dessas bonecas de moda coincidiu com a popularidade do The Sonny & Cher Show.
Sonny Bono seguiu a carreira de ator e depois entrou na política, tornando-se membro da Câmara dos Representantes dos EUA . Cher se tornou uma cantora solo vencedora do Grammy e uma atriz vencedora do Oscar.
O casal fez duas apresentações surpresa de reunião improvisada: a primeira no The Mike Douglas Show na primavera de 1979, cantando um medley de " United We Stand " e " Without You ", e a segunda em 13 de novembro de 1987,  no Late Night with David Letterman onde eles tocaram seu hit "I Got You Babe"; acabou sendo a última vez que os dois se apresentariam juntos.
No início de 1999, And the Beat Goes On: The Sonny and Cher Story , dirigido por David Burton Morris e estrelado por Jay Underwood e Renee Faia, foi transmitido pela ABC. O filme para TV foi baseado na autobiografia de Bono e foca na relação entre o casal durante o início dos anos 1960 até o divórcio no final dos anos 1970. Este filme também foi indicado a dois prêmios Emmy.

## Morte de Bono
Em 5 de janeiro de 1998, Bono morreu de ferimentos ao bater em uma árvore enquanto esquiava no Heavenly Ski Resort em Lake Tahoe. Ele tinha 62 anos. A morte de Bono veio poucos dias depois que Michael Kennedy morreu em um acidente semelhante. A viúva de Bono, Mary , foi selecionada para preencher o restante de seu mandato no Congresso e foi reeleita por direito próprio, servindo até ser derrotada na reeleição em 2012. Ela continua a defender muitas das causas de seu falecido marido, incluindo a luta em curso como a melhor forma de salvar o Salton Sea.
O funeral, sem o conhecimento de Cher, foi transmitido ao vivo pela CNN . Ela fez um elogio choroso , após o qual os participantes cantaram a música "The Beat Goes On". Na frente de milhões, Cher elogiou Bono em lágrimas e efusivamente, chamando-o de "o personagem mais inesquecível que já conheci".  Seu último local de descanso é o Desert Memorial Park , nas proximidades de Cathedral City, Califórnia , o mesmo cemitério em que Frank Sinatra foi sepultado mais tarde naquele mesmo ano. O epitáfio na lápide de Bono diz: "And The Beat Goes On"
Em 1998, Sonny e Cher receberam uma estrela no Hollywood Walk of Fame for Television. Cher apareceu no evento com Mary Bono, que aceitou o prêmio em nome de seu falecido marido. Cher prestou homenagem a Bono no especial da CBS Sonny and Me: Cher Remembers, chamando sua dor de "algo que eu nunca pretendo superar". Seu último local de descanso é o Desert Memorial Park, nas proximidades de Cathedral City, Califórnia, o mesmo cemitério em que Frank Sinatra foi sepultado mais tarde naquele mesmo ano. O epitáfio na lápide de Bono diz: "And The Beat Goes On".
A amizade entre os dois era tão grande, que após a morte de Sonny, a cantora Cher lançou, em 1999, a música "Believe", falando sobre os dois. Essa música virou hit e se tornou um marco da década de 90. Em 1993, Cher relançou seu grande sucesso "I Got You Babe" em um video clip, contando com auxílio de conhecidas figuras do desenho animado da MTV, Beavis & Butt-Head.

## Legado e conquistas
O autor Joseph Murrells descreveu Sonny & Cher como "parte dos principais expoentes do tipo de música rock-folk-message, um híbrido que combina o melhor e a instrumentação da música rock com letras folclóricas e muitas vezes letras de protesto".
The Sonny and Cher Comedy Hour recebeu inúmeras indicações ao Emmy; O diretor Art Fisher ganhou o prêmio de Melhor Direção em Série de Variedades em 1972. Cher ganhou um Globo de Ouro de Melhor Atriz - Série de Televisão Musical ou Comédia em 1974.
- 1966 - Indicação ao Grammy de Melhor Artista Revelação
- 1972 - Indicação ao Grammy de Melhor Performance de Pop Duo[9]
- 1998 - Estrela na Calçada da Fama
- 2015 - Classificado em 18º lugar na lista da Rolling Stone dos 20 Maiores Duos de Todos os Tempos[10]

## Discografia
A discografia da dupla Sonny & Cher é composta por cinco álbuns de estúdio , oito álbuns de compilação , um álbum de trilha sonora , dois álbuns ao vivo e vinte e um singles . Sonny e Cher lançaram três álbuns e um single que alcançou o status de ouro nos Estados Unidos: Look At Us, Sonny & Cher Live, All I Ever Need Is You e I Got You babe. Na década que passaram juntos, Sonny e Cher venderam mais de 80 milhões de discos em todo o mundo.

### Álbuns de estúdio
- 1965 - Look at Us
- 1966 - The Wondrous World of Sonny & Cher
- 1967 - In Case You're In Love
- 1971 - All I Ever Need Is You
- 1974 - Mama Was a Rock and Singer Papa Used to Write All Her Songs

### Álbuns ao vivo
- 1971 - Sonny & Cher Live
- 1973 - Live in Las Vegas

### Trilhas sonoras
- Good Times

### Compilações
- 1966 - Baby Don't Go
- 1967 - The Best of Sonny & Cher
- 1973 - The Two of Us
- 1974 - Greatest Hits

## Filmografia
- 1965 - Wild on the Beach
- 1967 - Good Times[12]

## Turnês
- 1966–1967 - Wondrous World Tour
- 1971 - Sonny & Cher Show Tour
- 1972–1973 - All I Ever Need Is You Tour
- 1976–1977 - Sonny & Cher's Last Tour